# Manu García (Fußballspieler, 1986)
Manuel Alejandro García Sánchez (* 26. April 1986 in Vitoria-Gasteiz) ist ein spanischer Fußballspieler. Der Mittelfeldspieler steht seit 2012 bei Deportivo Alavés in der Primera División unter Vertrag.

## Karriere
García durchlief diverse Jugendmannschaften und zweitklassige Vereine, bevor er 2012 zu Deportivo Alavés wechselte.  Sein Debüt gab er am 25. August 2012 gegen den FC Barakaldo, damals noch in der dritten spanischen Liga. Zusammen mit Deportivo Alavés stieg García zwei Mal auf: in die Segunda División 2013 und in die Primera División 2016.